# Magnox
Magnox (Magnesium non-oxidising) – stop magnezu z niewielkimi ilościami aluminium.

Stop stosowany jest do produkcji koszulek i innych elementów paliwa jądrowego. Zaletą magnoxu jest mały przekrój czynny na pochłanianie neutronów termicznych.
Nazwą Magnox określa się również typ wczesnego reaktora jądrowego produkcji brytyjskiej, w którym wykorzystywano paliwo w koszulkach z tego stopu.